# سید کاظم اتحاد
سیدکاظم اتحاد (۱۲۶۸–۱۳۳۴) یا سید کاظم سرکشیک زاده، روزنامه‌نگار و نماینده لاهیجان در دوره پنجم مجلس شورای ملی و مبتکر لغو القاب و عنوانهای دوره قاجار بود.

## زندگی
سیدکاظم پس از طی تحصیلات مقدماتی و آموختن زبان و ادبیات فارسی و عربی، دروس حوزوی را تا حد سطح فرا گرفت. در دوران نهضت مشروطیت در روزنامه‌های متعدد آن روزگار مقاله می‌نوشت، از جمله روزنامه‌های ایران و تجدد و هفته‌نامه فکاهی امید که مدتی عضو جبهه آزادی به حساب می‌آمد (این هفته‌نامه سالها بعد در خرداد ۱۳۲۱ و شهریور ۱۳۲۲ به علت درج پاره‌ای مطالب ضد مذهب توقیف شد).
در سال ۱۲۹۸ خورشیدی که نظام الدوله (امیر خان خواجه نوری) فرماندار قزوین شد، سیدکاظم سرکشیک‌زاده را که از دوستانش بود به قزوین فرا خواند و سازماندهی بلدیه (شهرداری) را به او واگذار کرد. سرکشیک‌زاده سازمان مرتبی با شعبه‌هایی چند و با تعیین اعتبار مشخص برای بلدیه قزوین ترتیب داد.
سرکشیک‌زاده با اینکه در کودتای سوم اسفند ۱۲۹۹ شرکت نداشت اما هوادار سیدضیاءالدین طباطبایی بود. او دو سال و نیم بعد از کودتا در مقاله‌ای با عنوان «مبارزه طبقاتی» بدون آنکه از سیدضیاءالدین نامی ببرد به آثار مثبت کودتا پرداخت و یکی از علل سقوط کابینه سه‌ماهه سیدضیاء را، نداشتن پشتیبانی طبقه ریشه‌داری همانند اشراف ذکر کرد.
او در سال ۱۳۰۱ وارد حزب رادیکال به رهبری علی‌اکبر داور شد، امتیاز روزنامه اتحاد را گرفت و این روزنامه دست راستی را که در جهت تضعیف قاجاریه گام برمی‌داشت، با همکاری سیداحمد یزدان پناه از سال ۱۳۰۰ در تهران به صورت روزانه منتشر کرد. اتحاد خوانندگان بسیاری داشت و سرکشیک‌زاده به نام همین روزنامه نیز شهرت یافت و سیدکاظم اتحاد هم نامیده می‌شد. به پاس همین خدمات مطبوعاتی با اعمال نفوذ سردار سپه در دوره پنجم از لاهیجان به نمایندگی مجلس شورای ملی انتخاب شد (سال ۱۳۰۲).
سرکشیک‌زاده از همان آغاز مجلس، دست به کار تلاش برای پایان دادن به سلطنت خاندان قاجار شد. او در ۲۹ اسفند ۱۳۰۲ از امضاکنندگان تلگراف پیشنهادی از سوی ایالات و ولایات و تمام طبقات مملکت بود که از مجلس شورای ملی می‌خواستند رأی به انقراض سلطنت قاجاریه بدهد. درشهریور ۱۳۰۳ سرکشیک‌زاده از جمله نمایندگانی بود که با لایحه بودجه دربار مخالفت کردند.
سرکشیک‌زاده در عین اینکه عضو جناح اکثریت مجلس بود که از سردارسپه طرفداری می‌کردند، اما گاهی جانب سید حسن مدرس را نیز می‌گرفت و با او همکاری می‌کرد. در سفر جنگی رضاخان به خوزستان که در آبان ۱۳۰۳ بدون اطلاع مجلس انجام گرفت، سرکشیک‌زاده و عده‌ای از دوستانش در جلسات سری مجلس همصدا با مدرس، عمل سردار سپه را تقبیح کردند. سرتیپ یزدان‌پناه حاکم نظامی تهران و سرهنگ کریم آقا بوذرجمهری کفیل بلدیه گزارش این جلسات را به اطلاع سردار سپه می‌رساندند و در نتیجه رضاخان کینه سرکشیک‌زاده را در دل گرفت و پس از اینکه به پادشاهی رسید، با وجود فعالیت‌های جدی سرکشیک‌زاده در جریان خلع قاجاریه و تفویض سلطنت به او، کینه اش از سرکشیک‌زاده زائل نشد و از راهیابی مجدد او به مجلس در دوره ششم جلوگیری کرد.
با وساطت علی اکبر داور نزد سردار سپه، سرکشیک‌زاده با رتبه قضایی به ثبت اسناد کل رفت و سمت ریاست بازرسی را به عهده گرفت. در سال ۱۳۰۸ زین العابدین رهنما مدیریت روزنامه یومیه و رسمی ایران را به او سپرد تا اینکه پس از چندی امتیاز روزنامه امید را گرفت و سرانجام در سال ۱۳۳۴ در تهران درگذشت.

### حذف القاب
سرکشیک‌زاده در دوره پنجم مجلس شورای ملی، در هفدهم شهریور ۱۳۰۳ طرحی به مجلس داد که اعطای القاب رسمی به‌کلی متروک شود و کسانی که علاقه به لقب دارند، ملزم شوند برای لقب خود مالیات بپردازند. پیش از اینکه این طرح در مجلس به شور گذاشته شود، دولت سردارسپه در پانزدهم اردیبهشت ۱۳۰۴ لایحه‌ای به مجلس داد که همه لقبهای نظامی که افراد غیرنظامی به کار می‌برند (مانند سردار، سپهدار و غیره) لغو شد. این لایحه به خواست برخی نمایندگان در همان روز با قید دو فوریت به شور و رأی گذاشته و به عنوان نخستین لایحه دوفوریتی تاریخ قانونگذاری ایران تصویب شد. هنگام شور بر سر این لایحه، سرکشیک‌زاده پیشنهاد داد که ماده‌ای به این لایحه افزوده شود و اعطای کلیه القاب لشکری و کشوری را از آن پس ممنوع کند. اما پیشنهادش رأی نیاورد. سپس جلسه برای تنفس تعطیل شد و زین‌العابدین رهنما نماینده تبریز پیشنهادی همانند پیشنهاد سرکشیک‌زاده و حتی یک گام پیشتر از آن داد: «کلیه القاب کشوری پس از سه ماه از تاریخ تصویب این ماده الغا خواهد بود». نمایندگانی که به پیشنهاد سرکشیک‌زاده رأی نداده بودند، اکثرشان به پیشنهاد رهنما رأی دادند و تصویبش کردند.

### تلاش برای ممنوعیت مشروبات الکلی
سید کاظم سرکشیک‌زاده طرحی به مجلس پنجم داد که واردات و مصرف مشروبات الکلی ممنوع شود. این طرح در اول شهریور ۱۳۰۴ در مجلس طرح و پس از نظرهای موافق و مخالف، برای بررسی بیشتر از دستور خارج شود. نظر مخالفان این بود که ممنوعیت مشروبات الکلی در احکام شرع ذکر شده و نیازی به قانونگذاری ندارد.